# Manotes lomamiensis
Manotes lomamiensis är en tvåhjärtbladig växtart som beskrevs av Georges M.D.J. Troupin. Manotes lomamiensis ingår i släktet Manotes och familjen Connaraceae. Inga underarter finns listade i Catalogue of Life.